# Oost-Germaanse talen
Oost-Germaanse talen zijn een groep van de Indo-Europese talen, gesitueerd in de Germaanse familie. Deze werden gesproken tussen de rivieren de Oder en de Wisła (ongeveer in het huidige Polen) en in Zuid-Zweden, door stammen die over het algemeen ook Oost-Germanen worden genoemd. Deze bestonden uit onder anderen de Goten, Vandalen en de Bourgondiërs. Er is maar weinig bekend over de Oost-Germaanse talen; alle zijn uitgestorven en alleen het Gotisch heeft geschriften achtergelaten.